# Новоселівка (Софіївський старостинський округ)
Новосе́лівка — село в Україні, у Близнюківській селищній громаді Лозівського району Харківської області. Населення становить 186 осіб. До 2020 орган місцевого самоврядування — Софіївська сільська рада. Відстань до центру громади становить понад 9 км і проходить автошляхом місцевого значення.

## Географія

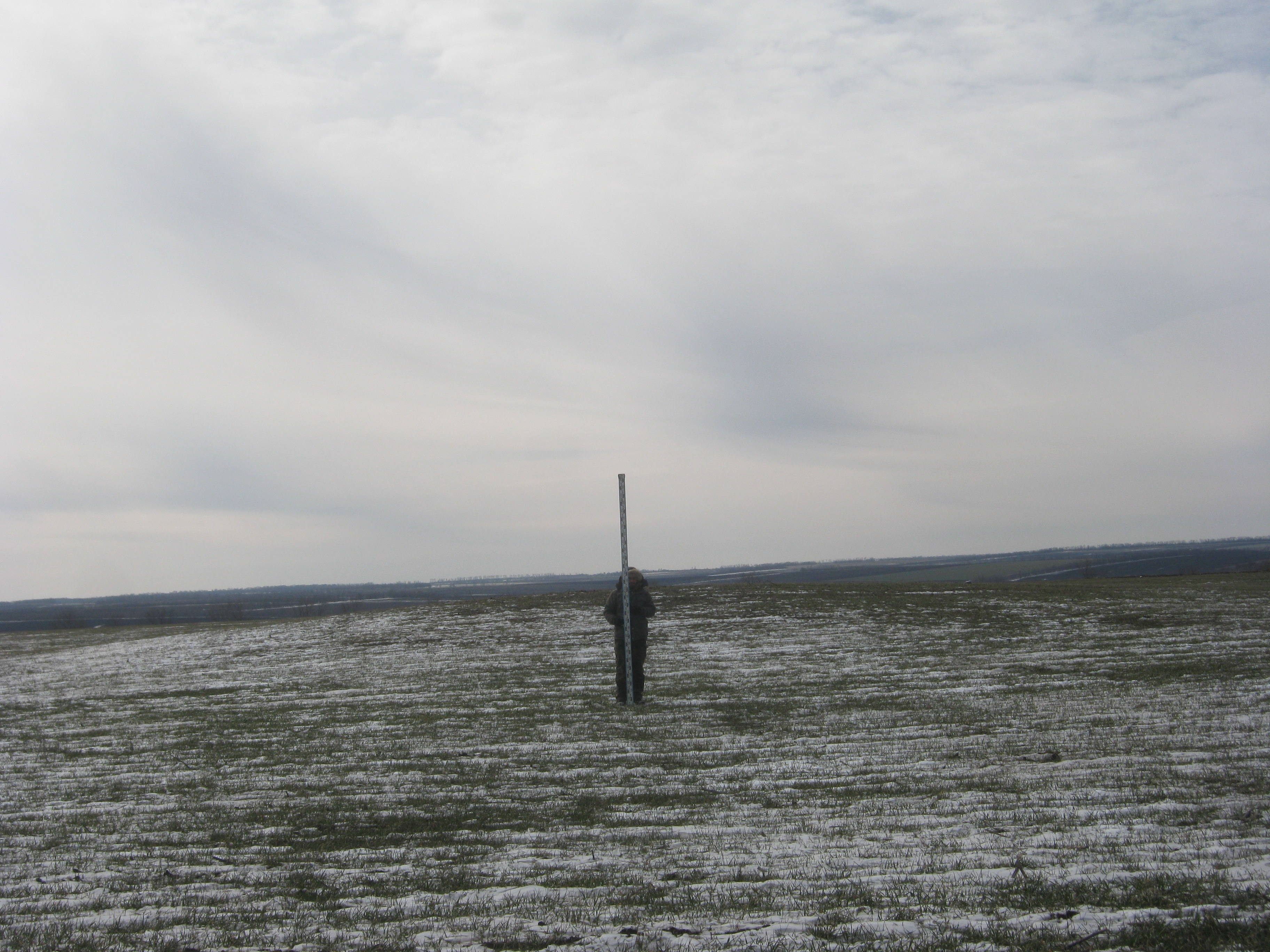
Кургани біля села Новоселівка, 3 кургани, розташовані у 2,0 км на північний схід від села, 1 курган, розташований у 1,9 км на північний захід від села

Село Новоселівка знаходиться на правому березі річки Велика Тернівка, є міст. На протилежному березі знаходиться село Новомар'ївка, примикають села Софіївка Перша і Рудаєве. За 2,5 км від села проходить залізниця, станція Рудаєве, лінії Лозова-Близнюки-Барвінкове. На картах різних років випуску села Новоселівка та Рудаєве плутають місцями.

## Історія
- 1790 — дата заснування.
- 12 червня 2020 року, відповідно до Розпорядження Кабінету Міністрів України № 725-р «Про визначення адміністративних центрів та затвердження територій територіальних громад Харківської області», увійшло до складу Близнюківської селищної громади.[1]
- 19 липня 2020 року, в результаті адміністративно-територіальної реформи та ліквідації Близнюківського району, увійшло до складу Лозівського району Харківської області.[2]

## Економіка
- В селі є молочно-товарна ферма.
- Невеликий глиняний кар'єр.

## Відомі люди
- Родзін Микола Іванович — український графік.